# Marco Alberti
Marco Alberti (Cortina d'Ampezzo, 9 aprile 1970) è un alpinista ed ex giocatore di curling italiano.

## Carriera sportiva

### Nazionale[1]
Nel 1986 all'età di quindici anni entrò a far parte della nazionale italiana junior di curling, partecipando al mondiale junior di Dartmouth in Canada. Alberti rimase nella formazione nazionale ininterrottamente fino al 1991, anno in cui passò di categoria. Alberti giocò inizialmente come lead, ossia come uno, divenendo poi prima second e infine skip, ossia caposquadra. In totale Alberti partecipò a sei campionati mondiali junior di curling totalizzando 55 presenze. Il miglior risultato dell'atleta è l'ottavo posto al mondiale junior conquistato sia a Markham nel 1989 sia a Portage la prairie nel 1990.
Il 15 marzo 1988 a Füssen, in Germania ovest, perdendo 0 a 16 contro la nazionale svizzera subisce la peggior sconfitta della nazionale italiana junior di curling di sempre.
CAMPIONATI
- Nazionale junior: 55 partite
  - 1986 Dartmouth ( Canada) 10º classificato
  - 1987 Victoria ( Canada) 10º classificato
  - 1988 Füssen ( Germania Ovest) 10º classificato
  - 1989 Markham ( Canada) 8º classificato
  - 1990 Portage la prairie ( Canada) 8º classificato
  - 1991 Glasgow ( Scozia) 10º classificato

### Riconoscimenti
Nel 1991 riceve il premio WJCC Sportsmanship Award, massimo riconoscimento mondiale di categoria junior ottenuto solo da tre atleti italiani. Gli altri due sono Massimo Alverà e Joël Retornaz

### Campionato italiano
Giocatore del Curling Club 66 Cortina vinse più volte il campionato italiano junior di curling.